# غابرييلا جيرماندي

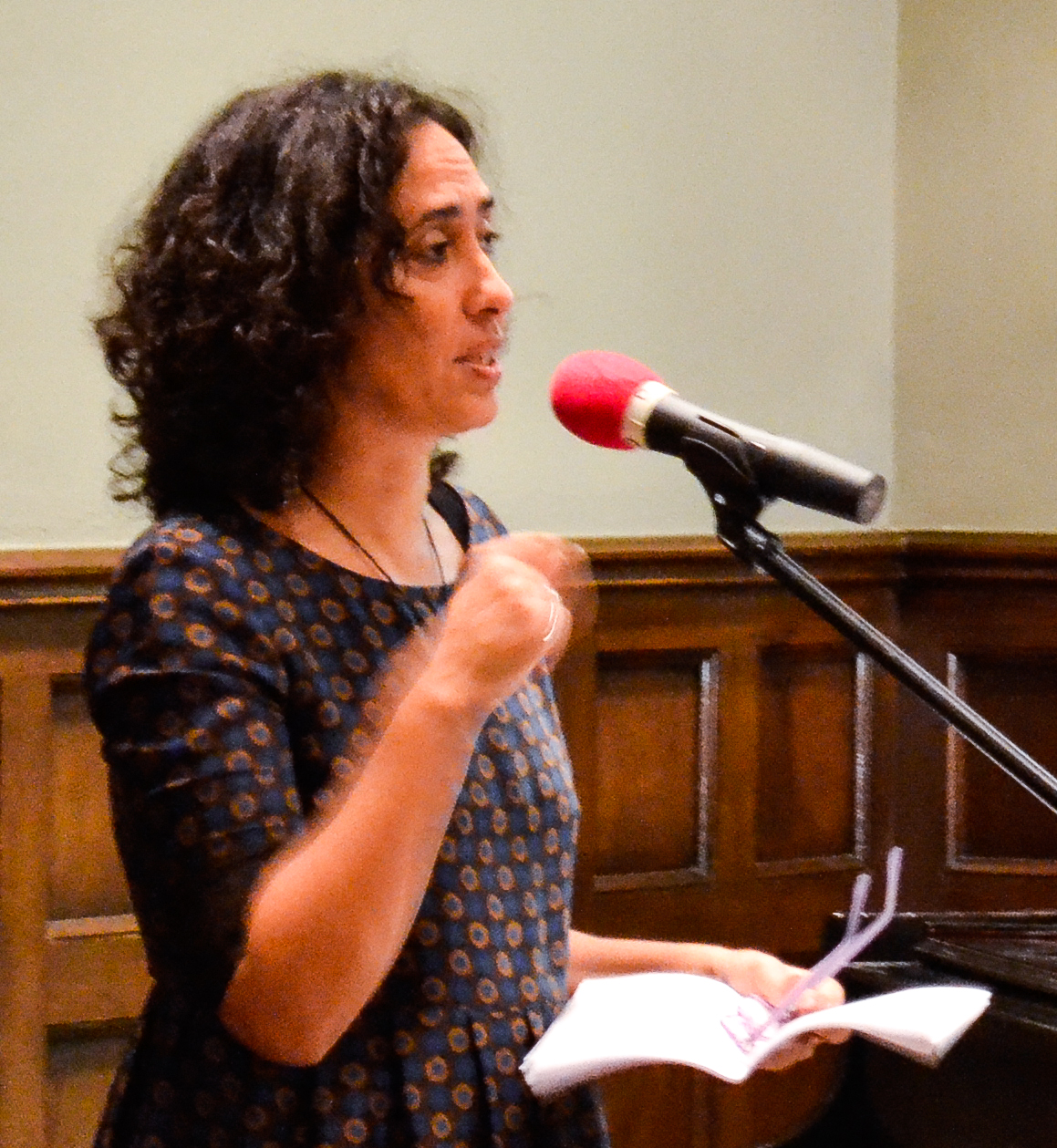
تقرأ غيرماندي من عملها في مهرجان نيوستادت 2013

غابرييلا غيرماندي (مواليد 1965) كاتبة وممثلة إيطالية إثيوبية.  حيث تركز كتاباتها على التقاطع بين الهوية الأفريقية (وخاصة الإثيوبية) والهوية الإيطالية. 

## الحياة المبكرة
ولدت غيرماندي في أديس أبابا من لأب إيطالي من بولونيا وأم إيطالية إثيوبية. كانت والدتها قد وُلدت لضابط عسكري إيطالي وأم إريترية ولكن انفصل والداها بسبب السياسات العنصرية التي كانت تُطبق في المستعمرة الايطالية عليها الفاشية شرق إفريقيا والتي كانت تحت سيطرة الفاشيين في ذلك الوقت. لاحقاً، تزوجت والدة غيرماندي من والدها الايطالي بعد سقوط الحكومة الفاشية في ايطاليا.  تقول غيرماندي إنها نشأت "بيضاء" على يد والدتها، مشيرة إلى أن والدتها واجهت الإقصاء من المجتمع الإثيوبي عندما نشأت في دير إيطالي بسبب عرقها المختلط.  بعد وفاة والدها، انتقلت جيرماندي إلى بولونيا في سن الرابعة عشرة. وفي فترة مراهقتها في بولونيا، ذكرت جيرماندي أنها شعرت بالحنين إلى الوطن والشوق إلى مجتمعها في إثيوبيا . 

## المسيرة المهنية

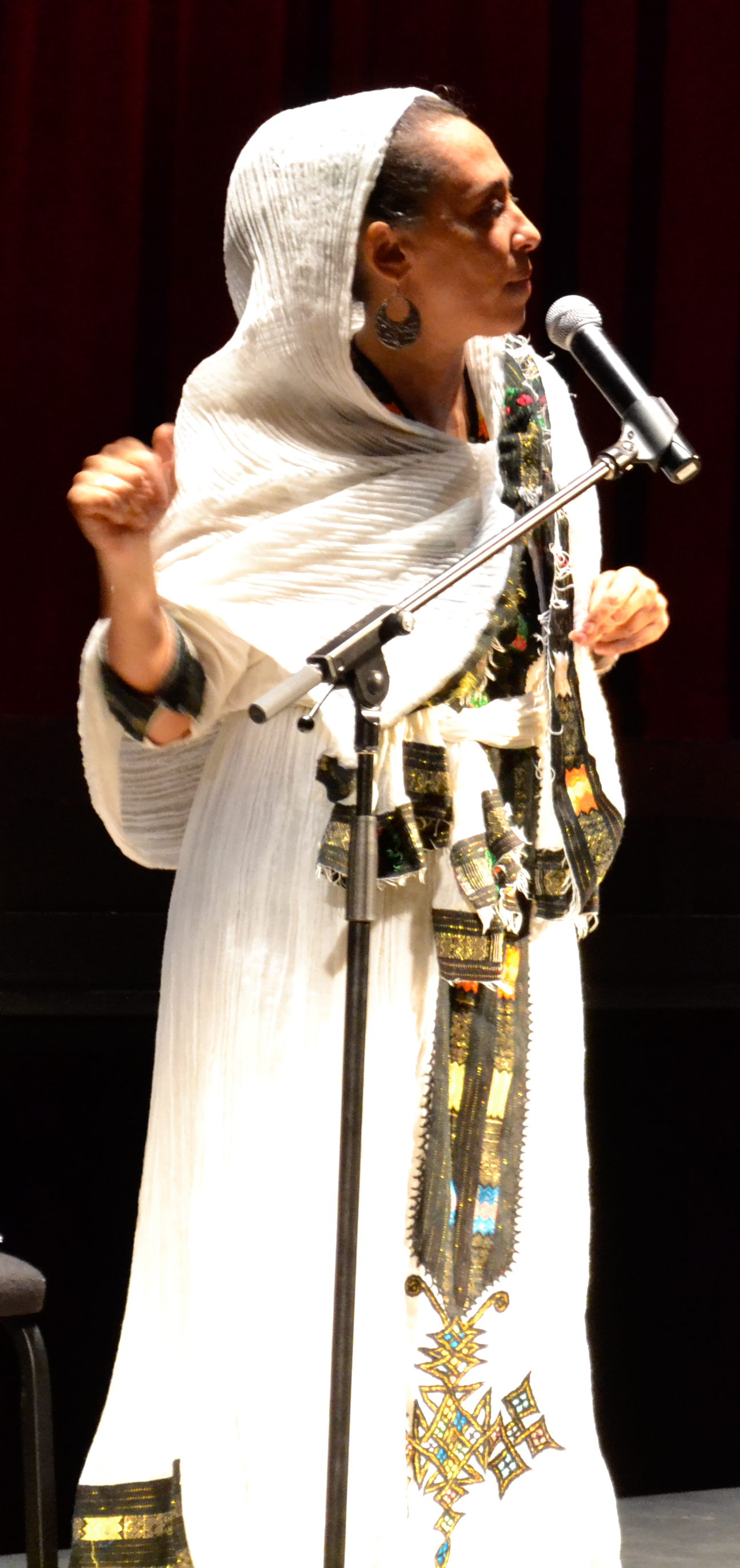
فرقة غرماندية تؤدي عروضها بالزي الإثيوبي التقليدي في مهرجان نيوستادت 2013

نالت غيرماندي التقدير في عام 1999، حيث فازت بجائزة إكس آند ترا الأدبية للكتاب المهاجرين  من قبل دار النشر فارا إيديتوري. وفازت بالمركز الثالث مرتين أخريين في عامي 2001 و2003 في نفس المسابقة.  وفي عام 2003، كانت غرماندي أحد مؤسسي المجلة الأدبية الإلكترونية "الغيبلي" .  نُشرت رواية غيرماندي الأولى Regina di fiori e di perle (ملكة الزهور واللؤلؤ) من قبل دار النشر دونزيلي في عام 2007 وتم اصدار ترجمة باللغة الإنجليزية في عام 2015 وحصلت على مراجعات إيجابية.  
في عام 2010، بدأت جيرماندي مشروع أتسي تيودروس ، وهو مشروع موسيقي سمي على اسم الامبراطور الاثيوبي أتسي تيودروس الثاني، أول إمبراطور إثيوبي ليس من سلالة ملكية. تم إصدار أول البوم مضغوط للمشروع بشكل مستقل في عام 2013 ثم تم إصداره بواسطة شركة ARC Music في عام 2016 بعنوان إثيوبيا - احتفالًا بالإمبراطور تيودروس الثاني .  ومنذ عام 2018، تعمل غيرماندي على مشروع آخر بعنوان "ماكيدا" ، وهو اسم ملكة سبأ في الاساطير الإثيوبية. 

## الأعمال

### الكتابة
- هاتف الحي (1999)
- Quel certo مزاجه التركيز (2001)
- ريجينا دي فيوري إي دي بيرل (2007. محرر دونزيلي) [13]
  - ملكة الزهور واللؤلؤ (ترجمة إنجليزية بقلم جيوفانا بيلسيا كونتوزي وفيكتوريا أوفريدي بوليتو [14] ؛ 2015. مطبعة جامعة إنديانا) [15]

### موسيقى
- إثيوبيا - الاحتفال بالإمبراطور تيودروس الثاني (2016. موسيقى ARC) [16]